# Plectris martinicensis
Plectris martinicensis är en skalbaggsart som beskrevs av Fortuné Chalumeau 1982. Plectris martinicensis ingår i släktet Plectris och familjen Melolonthidae. Inga underarter finns listade i Catalogue of Life.